# Merge Records
Merge Records ist ein US-amerikanisches Independent-Musiklabel aus Durham, North Carolina.

## Labelgeschichte
Merge wurde 1989 von Mac McCaughan und Laura Ballance in Chapel Hill gegründet, um Singles und Kassetten ihrer Band Superchunk und Aufnahmen befreundeter Musiker zu vertreiben. Der erste Longplayer Tossing Seeds, eine Singlescollection ihrer Band Superchunk, erschien auf dem Label am 1. April 1992. Das erste Album, das in den USA die Billboard 200 erreichte, war Funeral, das Debütalbum von Arcade Fire. Der höchste Neueinstieg des Labels gelang ebenfalls Arcade Fire mit ihrem Nachfolgealbum Neon Bible, das auf Nr. 2 der Billboard 200 debütierte. Das Label vertreibt auch einige europäische Bands wie die Shout Out Louds in den USA.

## Musiker
| - 3Ds - The 6ths - American Music Club - Angels of Epistemology - Arcade Fire - Ashley Stove - Lou Barlow - The Bats - Beatnik Filmstars - Big Dipper - Breadwinner - The Broken West - Richard Buckner - Paul Burch - Butterglory - Buzzcocks - The Cakekitchen - Camera Obscura - Caribou - The Clean - The Clientele - Crooked Fingers - Destroyer - Dinosaur Jr. | - East River Pipe - Matt Elliott - The Essex Green - Future Bible Heroes - Ganger - The Gothic Archies - Guv'ner - Annie Hayden - Imperial Teen - The Karl Hendricks Trio - David Kilgour - The Ladybug Transistor - Lambchop - The Love Language - The Mad Scene - The Magnetic Fields - The Music Tapes - Neutral Milk Hotel - Oakley Hall - Pipe - Robert Pollard - Polvo - Portastatic - Pram | - Radar Bros. - Dawn Richard - The Rock*A*Teens - The Rosebuds - Seaweed - Shark Quest - She & Him - Shout Out Louds - Spaceheads - Spent - Spoon - Matt Suggs - Superchunk - Teenage Fanclub - Telekinesis - Tenement Halls - The Third Eye Foundation - Versus - M. Ward - Waxahatchee - White Whale - Wye Oak |